# Glengarry Glen Ross (1992.)
Glengarry Glen Ross je neovisni film  Jamesa Folyeyja iz 1992. temeljen na istoimenom komadu  Davida Mameta nagrađenom  Pulitzerovom nagradom i Tonyjem. Mamet je i adaptirao scenarij za film. Naslov se odnosi na Glengarry Higlands i Glen Ross Farms, dva imanja koja se spominju u filmu.
Film, kao i komad, je zloglasan zbog psovki. Riječ "fuck" u scenariju je upotrijebljena ukupno 138 puta tijekom 100-minutnog filma, a riječ "sranje" korištena je 50 puta, pa su se glumci šaljivo referirali na film kao "Smrt jebenog trgovca", prema  Edu Harrisu u intervjuu za Inside the Actors Studio.
Al Pacino je nominiran za  Oscara za najboljeg sporednog glumca za svoju izvedbu u filmu.

## Sinsopsis
Film prikazuje dijelove dva dana u životima četvorice agenata za nekretnine (Al Pacino, Jack Lemmon, Ed Harris i Alan Arkin). Richard Roma (Pacino) je vješti, uspješni trgovac brzog jezika koji uspijeva prodati i nepoželjne nekretnine; ostala trojica su jako neuspješna. Postaju očajni kad korporativni ured iz centra pošalje Blakea (Alec Baldwin) da objavi, da će u jedan tjedan, svi osim dvojice najuspješnijih trgovaca biti otpušteni.

## Glavne uloge
- Jack Lemmon - Shelley Levene
- Al Pacino - Ricky Roma
- Ed Harris - Dave Moss
- Alan Arkin - George Aaronow
- Kevin Spacey - John Williamson
- Alec Baldwin - Blake
- Jonathan Pryce - James Lingk
- Jude Ciccolella - Detektiv Baylen

## Razlike između filma i komada
Najvažnija razlika filma u odnosu na komad je dodatak slavne scene poznate kao "Coffee's For Closers" koja uključuje lika poznatog kao Blake, a koju je Mamet napisao posebno za Aleca Baldwina. Blake daje glavnim junacima trenutnu motivaciju da prodaju nekretnine - jer im je posao u pitanju.
Scene koje prikazuju Shelley kako posjećuju nezainteresiranog potencijalnog klijenta su dodane za film. Dodano je i nekoliko njegovih telefonskih poziva. Osim toga, Lemmonov lik u filmu je mnogo očajniji nego u kazališnom predlošku.
Film se razlikuje i po zemljopisnoj lokaciji. Dok se komad referira na područje  Chicaga, špica filma naznačuje da je sniman "na lokaciji" u New Yorku. Pored toga, postoji i nekoliko scena koje se odnose na New York, kao što je uvodna scena, u kojoj na telefonskoj govornici koju koristi Shelley Levene (Lemmon) jasno piše "New York". U drugoj sceni, George Aaronow (Arkin) kaže Shelleyju, "Ima sam ženu u White Plainsu...," očito misleći na White Plains, jedno od sjevernih predgrađa New Yorka. Posljednja scena također uključuje vlak u podzemnoj željeznici s natpisom "Sheepshead Bay" (Sheepshead, Brooklyn). Scena u kojoj Pacinov lik stiže u ured jasno pokazuje ophodno vozilo njujorške policije (NYPD). Međutim, kad se Shelley uključi u razgovor u jednoj sceni dvaput kaže "Kenilworth" - što su imena bogatog predgrađa Chicaga na sjevernoj obali jezera Michigan i njujorškog predgrađa u okrugu Union, New Jersey.
David Mamet promijenio je i originalni završetak kraja filma. U komadu, Roma laska Shelleyju i predloži mu da počnu raditi zajedno. Tada, kad Shelley napusti prostoriju, Roma se okreće protiv Shelleyja i otkriva da je njegovo laskanje bila tek varka da dobije dio Shelleyjevih poslova. U filmu, ova prevara je izostavljena, a Romino laskanje se čini iskrenim.

## Produkcija
Predstava Davida Mameta prvi je put prikazana 1983. u Londonskom narodnom kazalištu, a 1984. je osvojila  Pulitzerovu nagradu. Iste godine, predstava je debitirala u SAD-u, u Chicagu prije nego što je premještena na Broadway. Producent Jerry Tokofsky je pročitao Mametov komad na putu u New York 1985. na prijedlog redatelja Irwina Kershnera koji ga je htio pretvoriti u film. Tokofsky je pogledao predstavu na Broadwayu i angažirao Mameta. Stanley R. Zupnik bio je washingtonski producent B-filmova koji je tražio A-naslove. Tokofsky je koproducirao dva prethodna Zupnikova filma. 1986. je rekao Zupniku o Mametovom komadu, da ga je vidio na Broadwayu, ali da mu se radnja učinila prekompliciranom. Mamet je za filmska prava htio 500 tisuća dolara i još 500 da napiše scenarij. Zupnik je pristao platiti Mametu milijun, razmišljajući kako bi se mogli dogovoriti s kabelskom televizijom da financira film. Zbog beskompromisne naravi teme i vulgarnog jezika, nijedan veći studio ga nije htio financirati, čak s filmskim zvijezdama koje će nastupiti u njemu. Za financije su se pobrinule kabelske i video tvrtke, njemačka televizijska postaja, lanac australskih kina, nekoliko banaka i New Line Cinema kroz četiri godine.
Al Pacino je originalno htio nastupiti u predstavi na Broadwayu, ali je radio na drugoj Mametovoj produkciji, Američkom bizonu, u Londonu u isto vrijeme. Izrazio je zanimanje za pojavljivanjem u filmskoj adaptaciji. Tokofsky je 1989. pitao  Jacka Lemmona želi li glumiti u filmu. Tijekom tog vremena, Kershner je odustao od produkcije drugog filma kao i Pacino. Alec Baldwin, koji se također priključio, se ostavio projekta zbog nesporazuma oko ugovora. Agent Jamesa Foleyja poslao je filmskom redatelju Mametov scenarij početkom 1991., ali ga ovaj nije htio režirati jer "Ja sam želio velike glumce, ljude s filmskom karizmom, koji će film učiniti gledljivim, pogotovo zato što su lokacije bile tako ograničene." Foley je odnio scenarij Pacinu s kojim je godinama htio raditi film. Foley je angažiran za režiju samo da napusti i produkciju. U ožujku 1991., Tokofsky je kontaktirao Baldwina i molio ga da opet razmotri nastup u filmu. Producent se sjeća, "Alec je rekao: 'Pročitao sam 25 scenarija i nijedan nije dobar kao ovaj. O.K. Ako ga ti napraviš, učinit ću to." Dvojica muškaraca su dogovorila neformalno čitanje s Lemmonom u Los Angelesu. Kasnije su njih trojica organizirala čitanja s nekoliko drugih glumaca, sjeća se Lemmon, "Neki od najboljih prokletih glumaca koje ćete ikad vidjeti su došli i čitali, pazite, govorim o veličinama". Tokofskyjev odvjetnik, Jake Bloom, sazvao je sastanak u agenciji Creative Artists (CAA) koja je predstavljala mnoge od uključenih glumaca i zamolio ih za pomoć. CAA je pokazala malo interesa, ali dva njihova klijenta - Ed Harris i Kevin Spacey - su se ubrzo pridružili glumačkoj ekipi.
Zbog skromnog budžeta, mnogi su glumci smanjili svoja potraživanja. na primjer, Pacino je smanjio svoju standardnu cijenu od 6 milijuna dolara na 1,5, Lemmonu je plaćeno milijun dolara, Baldwin je dobio 250 tisuća itd. Ovo nije spriječilo druge glumce, kao što su Robert De Niro, Bruce Willis, Joe Mantegna i Richard Gere, da izraze zanimanje za film.
Kad je glumačka postava konačno okupljena, proveli su tri tjedna na probama. S budžetom od 12,5 milijuna dolara, snimanje je započelo u kolovozu 1991. u Queensu, New York i na lokaciji u Sheepshead Bayu, Brooklyn, a trajalo je 39 dana. Harris se prisjeća, "Znalo je biti scena dugih pet-šest stranica koje smo morali snimiti odjednom. Bilo je sličnije izvedbi predstave ." Alan Arkin je rekao o scenariju, "Ono što ga je učinilo izazovnim bili su jezik i ritam, koji su iznimno teški za apsorbirati." Tijekom snimanja, članovi glumačke postave koji nisu morali biti na setu određenog dana su se ipak pojavljivali kako bi vidjeli izvedbe drugih glumaca.
Tijekom produkcije, Tokofsky i Zupnik su se svađali oko novca i kredita za film. Tokofsky je prijetio da će ostaviti Zupnika bez producentskog potpisa i udjela u producentskom profitu. Zupnik je tvrdio da je osobno dao dva milijuna dolara od budžeta filma i uložio protutužbu, tvrdeći da je Tokofsky otpušten zbog pronevjere.

## Reakcije
Prikazujući se u 416 kina, film je u prvom vikendu zaradio 2,104,402 dolara. Po podacima od 17. travnja 2007., u  Sjevernoj Americi je zaradio 10,725,228 dolara. Kritike su bile pretežno pozitivne. Na Rotten Tomatoesu ima ukupno 98 posto pozitivnih kritika, a na IMDb-u mu je rejting na 7,8. Film je najčešće hvaljen zbog zvjezdane glumačke postave, a Jack Lemmon je rekao da je to najbolja glumačka ekipa s kojom je ikad radio.
Owen Gleiberman je u svojoj recenziji za Entertainment Weekly pohvalio Lemmonovu izvedbu kao "objavljenje". Peter Travers ocijenio je film najvišom ocjenom u Rolling Stoneu i napisao, "Užitak ovog jedinstvenog filma dolazi iz gledanja veličanstvenih glumaca kako se hrane Mametovim reskim jezikom kao da je on gozba." Roger Ebert u recenziji za Chicago Sun-Times napisao, "Mametov dijalog je u neku ruku logičan, prostački, dopušta ljudima da stignu s trijumfom na kraj rečenice na način koji nismo mogli ni zamisliti. U njemu ima mnogo energije. Možete vidjeti kako ovi glumci uživaju u ovim sjajnim rečenicama, nakon iskustava u filmovima u kojima jednolični jezik služi samo dočaravanju priče." Vincent Canby hvalio je u svojoj recenziji u New York Timesu "demonsku umješnost kojom ovi prostački likovi nasrću jedan na drugog u beskorisnim pokušajima da izbjegnu katastrofu. Nevjerojatno je čarobnjaštvo kojim su g. Mamet i g. Foley snimili žestoki, živahni film koji čuva klaustrofobičnu prirodu originalnog kazališnog djela".
U svojoj recenziji za časopis Variety, Todd McCarthy je hvalio Mametov scenarij i glumačke izvedbe, i dodao da, "iako je osvjetljenje snimatelja Juana-Ruiza Anchie izrazito inventivno i kolorično, ima previše pokreta kamerom, nepotrebno razrađenih postava i trikova za privlačenje pozornosti."
Pacino je nominiran za  Oscara za najboljeg sporednog glumca za njegov portret trgovca Rickyja Rome. Bilo je to iste godine (1992.) kad je osvojio  Oscara za najboljeg glavnog glumca za ulogu pukovnika Franka Sladea u  Mirisu žene.

## Vanjske poveznice
- Glengarry Glen Ross u internetskoj bazi filmova IMDb-a
- Glengarry Glen Ross na Rotten Tomatoes